# リコーダー
リコーダーは、木管楽器の一種であり、リードを使わないエアリード（無簧）式の縦笛である。ザックス＝ホルンボステル分類では、気鳴楽器の中の「内隙溝フルート」になる。

## 概要

### 語源
リコーダーという名称は、古英語の to record（小鳥のように歌う）が語源だとする説が有力であるが、名称の由来について明確なことはわかっていない。
バロック時代に、小鳥に歌を教えるための「バードフラジョレット」と呼ばれる小型の管楽器が考案されていたことに関連があるといわれている。

### 発音原理
発音原理は、同じエアリード楽器であるフルートやオカリナと大きな違いはなく、エッジの付近における気流の乱れが振動源となり、管の内部の空気（気柱）が共振して音が発生する。音孔を開閉すると、気柱の実効長が変わるので共振周波数が変化し、音高（ピッチ）を変えることができる。
フルートのような横笛では、歌口に吹き込む空気の束（エアビーム）を、奏者が自らの口唇によって調節しなければならないが、リコーダーはウインドウェイ（風の通り道）によってエアビームが一定に保たれるので、単に息を吹き込むだけで容易に音を出すことができる。小学校低学年でも簡単に演奏ができるうえ、構造がシンプルなのでプラスチックを用いると安価に量産できることもあって、初等教育に用いられるようになった。しかし、息の強さや気温によって音高が変動してしまい、その補正がフルートより難しい楽器なので、高い演奏技能を修得するには、やはり相応の才能と努力が要求される。

## 構成

リコーダーの頭部管断面。Aはブロックまたはフィップル、Bはウインドウェイ、Cはエッジなどと呼ばれる。図の左端から吹き込まれた空気はBを通り、C付近で流れが不安定になり、振動が発生する。

一般的なリコーダーは、頭部管（とうぶかん、ヘッドピース）・中部管（ちゅうぶかん、ミドルピース）・足部管（そくぶかん、フットピース）の3つの部分から構成されている。リコーダーはもともと継ぎ目のない1本の木から製作されていたが、17世紀後半に継ぎ目をもつ構造となり、音高の調整が可能になった。
リコーダーの各ピースは、保管時・携帯時は分解し、演奏時に組み立てる。組立時には、中部管（ミドルピース）のジョイント部分にグリスを少量つけ、回転させながら接続する。
頭部管の内面はほぼ円筒形であるが、中部管と足部管の内面は、歌口から遠くなるほど細くなる円錐台形になっている。

## 運指
音孔の開け方には、主流としてバロック式とジャーマン式（ドイツ式）との2種が挙げられるが、どちらも旧来のリコーダーとは異なる。ジャーマン式は20世紀初めに、最初の1オクターヴの運指が多少容易になるよう、ドイツのペーター・ハルランによって開発された方式である。しかし、半音を出すのが困難なのと、高音域が安定して発音できないので、小学校以外ではほとんど使われていない。また、ソプラニーノリコーダーとソプラノリコーダー以外ではジャーマン式の楽器が生産されることはごく稀にしかないので、それ以外のリコーダーを演奏するには、結局バロック式の運指を覚えなければならない。(小学校でソプラノリコーダーでジャーマン式運指に慣れてしまうと、中学校でバロック式運指のアルトリコーダーを演奏する時にはかえって不都合。)

## 歴史
リコーダーのような構造をもつ管楽器は、古くからヨーロッパ各地で演奏されていた。14世紀末頃には「リコーダー（英: recorder）」という名称も現れているが、バロック期までは一般的にはリコーダーでなくフルートと呼ばれており、現在のフルートの原型である横笛はフラウト・トラヴェルソ（伊: flauto traverso、横向きのフルート）と呼ばれていた。
ルネサンスの頃までは内面がおおむね円筒形であったが、バロック期前半の17世紀には現在用いられるものとほぼ同じく内面が円錐台形の楽器が完成し、ソナタや協奏曲の独奏楽器として、また管弦楽群の合奏楽器として用いられるようになった。バロック期以前は、ソプラノ、アルト、テナー、バスの4本による四重奏曲が好まれ、数多くの作品が残されている。バロック期では特にアルト・リコーダーが代表的であった。
しかし、音量が小さいこと、音の強弱がそのまま音高に影響し、補正に高度の技能が必要なこと、発音が容易であることの裏返しとして音色の表情を付けにくいことなどから、バロック期後半の18世紀頃からは次第に表現力に優れたフラウト・トラヴェルソに主流の座を奪われ、古典派音楽に至っては全く顧みられなくなった。
こうしてリコーダーはいったん忘れ去られたが、20世紀初頭になって古楽復興運動の中でイギリスのアーノルド・ドルメッチが復元し、フランス・ブリュッヘンらによって過去の奏法が研究された。吹奏楽や古典派以降のオーケストラで使用されることはほとんどないが、古楽では欠かせない楽器であるだけでなく、現代音楽での使用も多い。
日本では小学校で学ぶので懐かしさや気軽さがあるのか、Instagramなどで盛んに投稿がなされている。

## 種類
| C管                     | 音域 | F管                       | 音域 |
| ----------------------- | ---- | ------------------------- | ---- |
| ガークライン            |      | ソプラニーノ              |      |
| ソプラノ （デスカント） |      | アルト （トレブル）       |      |
| テナー                  |      | バス                      |      |
| グレートバス            |      | コントラバス              |      |
| サブ・ コントラバス     |      | サブ・サブ・ コントラバス |      |

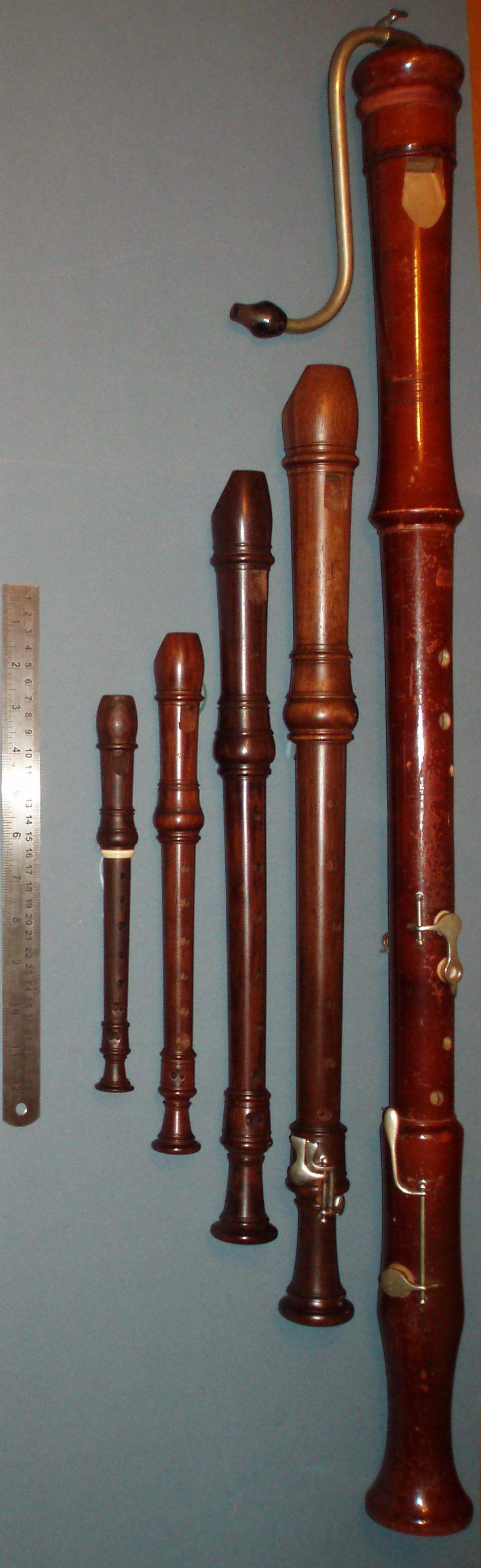
左からソプラニーノ、ソプラノ、アルト、テナー、バスリコーダー

リコーダーは音域ごとに異なる種類のものがあり、大きくなるほど音域は低くなる。
主にC管とF管が用いられており、それらの音域は右図のとおりである。この他にヴォイスフルート（テナーの長2度上のD管）があり、G管やB管なども存在する。テナー以上の長さの楽器には、通常指が届かない音孔をふさぐためのキーが装備されている。具体的には、テナーでは右手小指の音孔にキーが付いていることが多く（キーのないものも一部にはある）、長くなるに従ってキーが増えていき、コントラバス以上になると全ての音孔にキーが付いているのが普通である。
いずれも移調楽器ではないが、一般にソプラノ以上は1オクターヴ低く記譜される。バスも1オクターヴ低くヘ音記号で記譜され、グレートバスの場合は1オクターヴ高くト音記号で記譜されることもあるので、リコーダーアンサンブルのスコアを読むときなどには注意が必要である。

## 材質
リコーダーの管には、メープル、洋梨、つげなど比較的柔らかいものから、紫檀や黒檀のような堅いものまでさまざまな木材が用いられている。モダン・フルートの材質とは異なり、リコーダーの音質は管の材質との関連が深いとされ、柔らかな素材のリコーダーはアンサンブル用に、堅い素材のものは独奏用に好んで用いられる。木材は湿度の変化などで割れるおそれがあるので、内面に油を塗布するなど日常のメンテナンスが欠かせない。
教育用のリコーダーは割れにくいプラスチック製なので水洗いでき、メンテナンスも容易である。黒地に白のアクセントを付けたデザインは、黒檀材の管に象牙の部品を用いたバロック期後半のモデルを模したものである。

## リコーダーのための楽曲
- ヘンリー・パーセル (1659 - 1695)
  - 3つのリコーダーと通奏低音のためのシャコンヌ
- フランチェスコ・マンチーニ (1672 - 1737)
  - リコーダー・ソナタ 12曲
  - リコーダー協奏曲 12曲
- ヴィヴァルディ (1678 - 1741)
  - リコーダーとオーケストラのための協奏曲ハ長調、同ハ短調
  - リコーダー（フルート）協奏曲集（『夜』、『ごしきひわ』他）
  - ソプラニーノ・リコーダー（ピッコロ）協奏曲集
- テレマン (1681 - 1767)
  - リコーダーと管弦楽のための組曲イ短調
  - 2つのフルートとリコーダーと通奏低音のための四重奏曲
  - リコーダーとフルートと通奏低音のための協奏曲ホ短調
- J.S.バッハ (1685 - 1750)
  - ブランデンブルク協奏曲第2番、第4番
- ヘンデル (1685 - 1759)
  - リコーダーと通奏低音のためのソナタハ長調、同イ短調
- クヴァンツ (1697 - 1773)
  - リコーダーとフルートと通奏低音のためのトリオソナタ
- C.P.E.バッハ (1714 - 1788)
  - バス・リコーダー、ヴィオラ、通奏低音のためのトリオソナタ Wq. 163
- ヴォーン・ウィリアムズ (1872 - 1958)
  - リコーダーのための組曲

## 著名な奏者
オランダ
- フランス・ブリュッヘン

イギリス
- デイヴィッド・マンロウ
- フィリップ・ピケット

イタリア
- ジョヴァンニ・アントニーニ

デンマーク
- ミカラ・ペトリ

スウェーデン
- ダン・ラウリン

日本
- 吉沢実
- 花岡和生
- 濱田芳通
- 鈴木俊哉
- 太田光子
- 早崎靖典
- 松浦孝成
- 栗原正己（栗コーダーカルテット）
- 浅井愛
- 宇治川朝政
- 石川浩司
- 安井敬
- 庄司祐子
- 山岡重治
- はるか2号

## 著名な日本メーカー
- トヤマ楽器製造 -「AULOS」
- 竹山木管楽器製作所[8]-「Takeyama」
- 全音楽譜出版社 -「ZEN-ON」
- ヤマハ -「YAMAHA」
- 鈴木楽器製作所 -「SUZIKI」